# 青岛老鹳草
青岛老鹳草（学名，；别名，崂山老鹳草）是牻牛儿苗科老鹳草属的植物，为中国青岛市的原产特有濒危植物。分布在崂山，多生在背阴潮湿的杂类草山坡，目前尚未由人工引种栽培。